# Schizopilia neblinensis
Schizopilia neblinensis är en kackerlacksart som beskrevs av Eduard Emanuilovitch von Lindemann 1971. Schizopilia neblinensis ingår i släktet Schizopilia och familjen jättekackerlackor. Inga underarter finns listade i Catalogue of Life.